# Racal Clube
O Racal Clube, foi fundado em Silves (Portugal) em 1970. É uma Instituição de Utilidade Pública, sem fins lucrativos responsável durante estes anos por diversas iniciativas na região do Algarve. Foi da sua responsalibilidade a criação da Rádio Racal (FM 92,4 Mhz), actual Algarve FM. Tem organizado, ao longos de vários anos diversas iniciativas como os Congressos do Algarve, o Salão Internacional de Fotografia do Algarve, o Prémio Litterarius, o Festival Internacional de Vídeo do Algarve, o Rally do Algarve (entre 1970 e 1989), entre muitos outros. Da sua direcção fazem parte João Matoso, Aldemiro Figueiras e Jorge Pereira.